# Piekary (gmina Sulmierzyce)
Piekary – wieś sołecka w Polsce, położona w województwie łódzkim, w powiecie pajęczańskim, w gminie Sulmierzyce.
Wieś królewska tenuty radomszczańskiej, położona w powiecie radomszczańskim województwa sieradzkiego w końcu XVI wieku. W latach 1975–1998 miejscowość należała administracyjnie do województwa piotrkowskiego.